# Indawgyi
Indawgyi és un llac de Birmània, el més gran del país, a l'estat Katxin, a la municipalitat de Mohnyin. Mesura 13 km d'est a oest i 24 km de nord a sud. Al seu entorn hi ha uns 20 pobles la majoria poblats per shans, però alguns per katxins. La regió forma la Indawgyi Lake Wildlife Sanctuary, establert el 1999 pel Ministeri d'Ecoturisme, amb una superfície de 780 km² i gran varietat de mamífers i ocells. El llac desaigua pel riu Indaw que corre al nord-est i després al sud-est fins a arribar a l'Irawaddy una mica al sud de Myitkyina. La pesca és abundosa. Antigament sota el domini britànic, va estar a la jurisdicció del districte de Myitkyina a l'Alta Birmània.